# Coupe nord-africaine des clubs champions 2009
Navigation
Édition précédente Édition suivante
La Coupe nord-africaine des clubs champions 2009 est la 2e édition de la Coupe nord-africaine des clubs champions.
La compétition est réservée aux champions nationaux d'Algérie, de Libye, du Maroc et de Tunisie. 

## Demi-finales
| Date                                | Équipe 1 | Résultat | Équipe 2           | Aller | Retour |
| ----------------------------------- | -------- | -------- | ------------------ | ----- | ------ |
| 27 octobre 2009 et 24 novembre 2009 | Raja CA  | 1 - 3    | ES Setif           | 1 - 1 | 0 - 2  |
| 29 octobre 2009 et 9 novembre 2009  | ES Tunis | 4 - 3    | Al Ittihad Tripoli | 2 - 1 | 2 - 2  |

## Finale
| Date                                 | Équipe 1 | Résultat         | Équipe 2 | Aller | Retour |
| ------------------------------------ | -------- | ---------------- | -------- | ----- | ------ |
| 11 décembre 2009 et 19 décembre 2009 | ES Setif | 2-2 6 - 5 t.a.b. | ES Tunis | 1-1   | 1-1    |

| Coupe nord-africaine des clubs champions Vainqueur 2009 |
| ------------------------------------------------------- |
| ES Setif Premier titre                                  |